# Seleniuro (minerale)
Un minerale di seleniuro è un minerale che ha un anione seleniuro come principale componente.
I seleniuri sono simili ai solfuri e spesso raggruppati insieme a questi.
Esempi di minerali a base di seleniuro comprendono:
- Achávalite
- Athabascaite
- Clausthalite
- Ferroselite
- Penroseite
- Sederholmite
- Stilleite
- Tiemannite
- Umangite